# Die Muschelsucher (Roman)
Die Muschelsucher (engl. The Shell Seekers) ist ein Roman der Autorin Rosamunde Pilcher, die ihre ersten elf Romane zunächst unter dem Pseudonym Jane Fraser veröffentlicht hatte. Die Muschelsucher erschien 1987 in Großbritannien und begründete Pilchers Weltruhm; auf Deutsch erschien der Roman erstmals 1990. Wegen der anschaulichen Darstellung von Lebensausschnitten der mehr als einem Dutzend Figuren und dem Umfang von 671 Seiten gilt der Roman als eine der erfolgreichen Familiensagas: Bis heute wurde dieses Buch mehr als zehn Millionen Mal verkauft und in mehr als vierzig Sprachen übersetzt. In der BBC-Umfrage der beliebtesten 100 englischsprachigen Romane 2003 erreichten Die Muschelsucher den 50. Platz und Platz 1 der Spiegel-Bestsellerliste vom 10. Februar bis zum 28. März 1992.

## Übersicht
Der Roman ist eine Biografie der Hauptfigur in Episoden. Den Rahmen der Erzählung bilden die letzten beiden Lebensmonate der 64-jährigen Hauptfigur Penelope Keeling, die sich nach einem Herzinfarkt selbst in ihr Zuhause, ihr Cottage in den englischen Cotswolds entlässt. Penelope ist Erbin weniger, aber auf dem Kunstmarkt inzwischen hochgeschätzter Gemälde und Zeichnungen ihres Vaters, zu deren Verkauf sie zwei ihrer erwachsenen Kinder überreden wollen; vor allem das titelgebende Gemälde Die Muschelsucher könnte einen höheren sechsstelligen Erlös erzielen. Olivia, das mittlere Kind, ist erfolgreiche Herausgeberin eines Magazins und widerspricht ihren Geschwistern Nancy und Noel, die vor allem ihre eigenen Interessen im Auge haben und Penelope zum Verkauf drängen. Nancy, die Älteste, achtet sehr auf Status und Äußerlichkeiten und Noel, der Jüngste, ist ein Ebenbild seines Vaters mit allen positiven und negativen Eigenschaften. In der Auseinandersetzung um den Verkauf des Gemäldes entzweien sie sich mit ihrer Mutter, die ihre Kinder nicht enterbt, aber doch eine größere Summe einem jungen, nicht zur Familie gehörenden Paar vermacht. Penelope hatte Antonia als Teenager während eines Jahre zurückliegenden Besuchs auf Ibiza kennengelernt, ihren späteren Mann als jungen Gartenhelfer nach ihrer Rückkehr aus dem Krankenhaus. In Begleitung dieser beiden jungen Menschen fährt sie kurz vor ihrem Tod nach Cornwall, in jene Landschaft, in der sie sich während des Zweiten Weltkrieges aufhielt und in der sie ihr größtes Glück und ihre tiefste Verzweiflung erlebte. Nach Cornwall kehrt mit ihr auch das titelgebende Gemälde Die Muschelsucher zurück, das Penelope der von ihrem Vater mit gegründeten kleinen Galerie stiftet – die Kreise haben sich für Penelope geschlossen.
Eingestreut in diese Ereignisse sind die weitläufigen Rückblicke Penelopes, die mit den Malstudien ihres Vaters um die Wende zum 20. Jahrhundert in Paris beginnen und Penelopes Jugend im Elternhaus, den Zweiten Weltkrieg in England, ihre hastige und später geschiedene Ehe sowie die durch den Krieg beförderte und beendete große Liebe ihres Lebens umfassen.

## Erzählweise
Die Kapitel sind nach den 16 Personen geordnet, die im Leben Penelopes eine Rolle spielen. Die Vielfalt der Charaktere und das Erlebnis ihrer Begegnungen und Entwicklungen werden damit zum eigentlichen Inhalt ihres Lebens. Die Namenskapitel haben sehr unterschiedliche Längen: Das kürzeste mit nur 15 Seiten ist Danus, dem Gärtnergehilfen, gewidmet, das längste mit 121 Seiten Richard, der einzigen, großen Liebe Penelopes. Dieses Ungleichgewicht vermittelt einen Aspekt der Deutung: Richard stirbt am D-Day, der Invasion der englischen Landungsarmee in der Normandie, und bildet mit der zweitlängsten, mit dem Tod von Penelopes Mutter Sophie während eines deutschen Bombenangriffs auf London endenden Passage die emotionalen Tiefpunkte in Penelopes Lebens – letztere sogar noch einmal durch ihre Position in der Mitte der ganzen Erzählung hervorgehoben: Über Penelopes Leben liegen die Schatten großer Verluste.
Die erzählte Zeit des Rahmens umfasst nur die letzten beiden Monate im Leben der Hauptfigur, vom Ende Februar bis zum 1. Mai, ihrem Todestag, die aber in ihren Rückblenden weit zurück greift bis zu den künstlerischen Studien ihres Vaters vor ihrer Geburt und bis zu ihren Enkeln im Teenageralter. Im Zentrum stehen demnach vier Generationen, die abwechselnd aus der Perspektive der Hauptfigur und ihrer drei Kinder geschildert werden. Der auktoriale Erzähler folgt diesen vier Figuren im Zentrum der Erzählung, in deren Gedanken und Handlungen sich die Familiengeschichte spiegelt. So sind Die Muschelsucher ein Generationen-Roman, eine sogenannte Familiensaga.
Dieses Genre gibt damit als das Hauptthema die Einwirkung der Zeit auf diesen überschaubaren Kreis von Figuren und ihre gegenseitigen Bewegungen der Annäherung und Distanzierung vor. Das Zeitgerüst ist eine weitgehend chronologisch-lineare Fabel, die immer wieder durch längere Rückblicke unterbrochen wird, die aber nicht immer chronologisch aufeinander folgen. Zusammen mit der Genauigkeit der Beschreibung des Settings, der Landschaften, der Einrichtungen, der Kleidung und der besonderen Umstände des Lebens im England während des Zweiten Weltkrieges entsteht eine kohärente epische Illusion des Lesers, der nie aus der Fiktion herausgerissen und damit zur Identifikation mit der Hauptfigur und ihren Sichtweisen geführt wird; auch der Verzicht auf den Untertitel „Roman“ im englischen Original stärkt die narrative Illusion.
Felicity Bryan urteilt ironisch, Pilcher schreibe eine „mainstream fiction“, die an ihrem Stil sofort identifizierbar sei: Eine vertrauenswürdige Welt mit starken Frauen und wohlerzogenen Männern in inspirierenden Landschaften mit großen Hunden und loyalen Putzfrauen. Bis auf die großen Hunde trifft diese Bemerkung auch auf Die Muschelsucher zu.

## Textur der Motive
In den Text sind mehrere Motive in steter Wiederholung eingewebt. In erster Linie das Gemälde Die Muschelsucher, das Hauptwerk ihres Vaters, das annähernd dreißig Mal explizit im Text genannt wird. Zunächst hat es die Funktion eines Trostbildes, einer Erinnerung an eine unbeschwerte Jugend, auf die ein durch Verluste geprägtes Leben folgte. Später wird das Bild ein Symbol der Selbstbehauptung, das erst seine Wichtigkeit verliert, als Penelope beschließt, es an die kleine Galerie im Ferienort ihrer Kindheit und Jugend zurückzugeben.
Eines der wichtigen Motive der Erzählung ist die „Selbständigkeit“ der Hauptfigur und ihrer Tochter Olivia, die immer wieder als Lebensstrategie beschrieben wird. Diese Selbständigkeit hat die Seite des erfüllenden Berufs und die der finanziellen Unabhängigkeit, vor allem des Lebens im eigenen Haus, zusammen mit der Akzentuierung von Aussehen und Moden, von Werten und Benehmen – eine Selbständigkeit und Unabhängigkeit der Mittelschicht. Weibliche Emanzipation wird vor allem mit Wohlstand konnotiert: So wie Penelope sich bei ihrer Rückkehr aus dem Krankenhaus voller Freude in einem Taxi ihrem Cottage nähert, so fährt Olivia nach Penelopes Beerdigung in einem Taxi zu ihrem Verlag: „Sie schritt durch die Tür. In ihr Königreich, ihre Welt.“
Ein weiteres Motiv: das „stellvertretende Glück“, bei dem Penelope einzelne, nicht erfüllte Lebensziele auf andere Personen aus ihrem Umkreis überträgt, sie fördert und auf diese Weise an deren Schicksal als ihre eigene „zweite Chance“ teilhat. Die Erfüllung der beruflichen Selbständigkeit sieht Penelope in ihrer Tochter Olivia, die Realisierung ihrer großen Liebe zu dem im Krieg gefallenen Edward in der Beziehung Antonias zu dem ihm äußerlich ähnelnden Danus.
Ein letztes Motiv, das immer wieder auf Verlusterfahrungen Penelopes und ihres Umkreises reagiert, fasst der Erzähler als die „Akzeptanz der Situation“ zusammen, die sich auf verschiedene Weise äußert: In der Überzeugung, dass die Zeit die Wunden heilen lässt, dass man nicht alles haben kann, dass nichts Gutes jemals ganz verloren geht, dass die Möglichkeit des Glücks immer vorhanden ist, aber nicht immer genutzt wird und dass, alles in allem, das Leben weiter gehen muss.

## Alltagsphilosophie
Den Forderungen von E. M. Forster an eine nicht-triviale Literatur entsprechend, wird die Erzählung durch ihre Motive um eine zusätzliche ethische Dimension erweitert. Die Einblendungen vermitteln ein „Inbegriffensein“ einer Welt jenseits der Handlung und verleihen der Erzählung einen „lebhafteren Glanz“ wie mit einem „prophetischen Lichtstrahl“. Die Motive formulieren in ihrer Gesamtheit ein nicht-idyllisches Bild der Welt, Lehrsätze eines common sense, die die Erzählung manchmal bis an eine magische Alltagsphilosophie heranführen, in der letztlich ein Schicksalsplan die Dinge zu ihrem Besten entwickelt. Damit können Die Muschelsucher auch Bedürfnisse erfüllen, die vom Genre der esoterischen Lebenshilfeliteratur befriedigt werden, obgleich diese Alltagsmythen keineswegs dominieren und sich das happy ending für Hauptfigur nicht oder nur mittelbar verwirklicht.

## Einordnung in verschiedene Literaturgenres
Auch wenn Pilcher mit ihren Muschelsuchern dabei half, das Genre der trivialen Familiensaga in der U-Literatur zu etablieren, wird sein literarischer Rang unterschiedlich gewertet. Während Danny Scholes in einem Interview 2004 Pilcher als „Königin der romantischen Liebe“ anspricht, betont Bryan, dass sie die „romantische Erzählung“ auf einem höheren Niveau etabliert habe, indem ihre Prosa oft sehr unromantisch sei. Unterstützend definiert die deutsche Germanistik das Genre der Trivialliteratur durch Merkmale, die auf die Muschelsucher nicht zutreffen: Weder ist die Handlung klischeehaft, noch gibt es eine Wunschtraumwelt von Glück, Liebe und Reichtum. Damit sind Die Muschelsucher kein Trivialroman, sondern positionieren sich als gute Unterhaltungsliteratur in der Mitte zwischen hoher Dichtung und jener untersten Literaturstufe, deren Autoren unter Pseudonym schreiben und nach von ihren Verlagen vorgegebenen Schemata serienmäßig und im Team arbeiten.
Allerdings orientiert sich Pilcher nicht an Erzählweisen der Gegenwartsprosa, sondern an einem eher traditionellen Realismus: Sie arbeitet mit einer weitgehend durchschaubaren Welt, mit einem verlässlichen Erzähler, sie knüpft an Lesererwartungen an, ihre Komposition ist ohne Brüche mit expliziter Gliederung, geschlossener Form und konsistenter Fabel, in denen komplexe Figuren mit vielen Lebensvollzügen bis in ihre Tiefenstrukturen gezeigt werden.

## Ausgaben
- The Shell Seekers, Coronet Books, Hodder and Stoughton, London 1989, 671 Seiten
- Die Muschelsucher. Roman. Deutsch von Jürgen Abel, Verlag Wunderlich: Reinbek 1990, 702 Seiten, ISBN 978-3-8052-0471-2
  - als Taschenbuch: Rowohlt, Reinbek 1995, 703 Seiten, ISBN 978-3-499-13180-6

## Adaptionen
Der Roman ist bisher zweimal verfilmt worden:
- Rosamunde Pilcher: Die Muschelsucher (1989), Verfilmung von Waris Hussein
- Rosamunde Pilcher: Die Muschelsucher (2006), Verfilmung von Piers Haggard